# Vottignasco
Vottignasco är en ort och kommun i provinsen Cuneo i regionen Piemonte i Italien. Kommunen hade 512 invånare (2018).